# Bataille du Cerrito

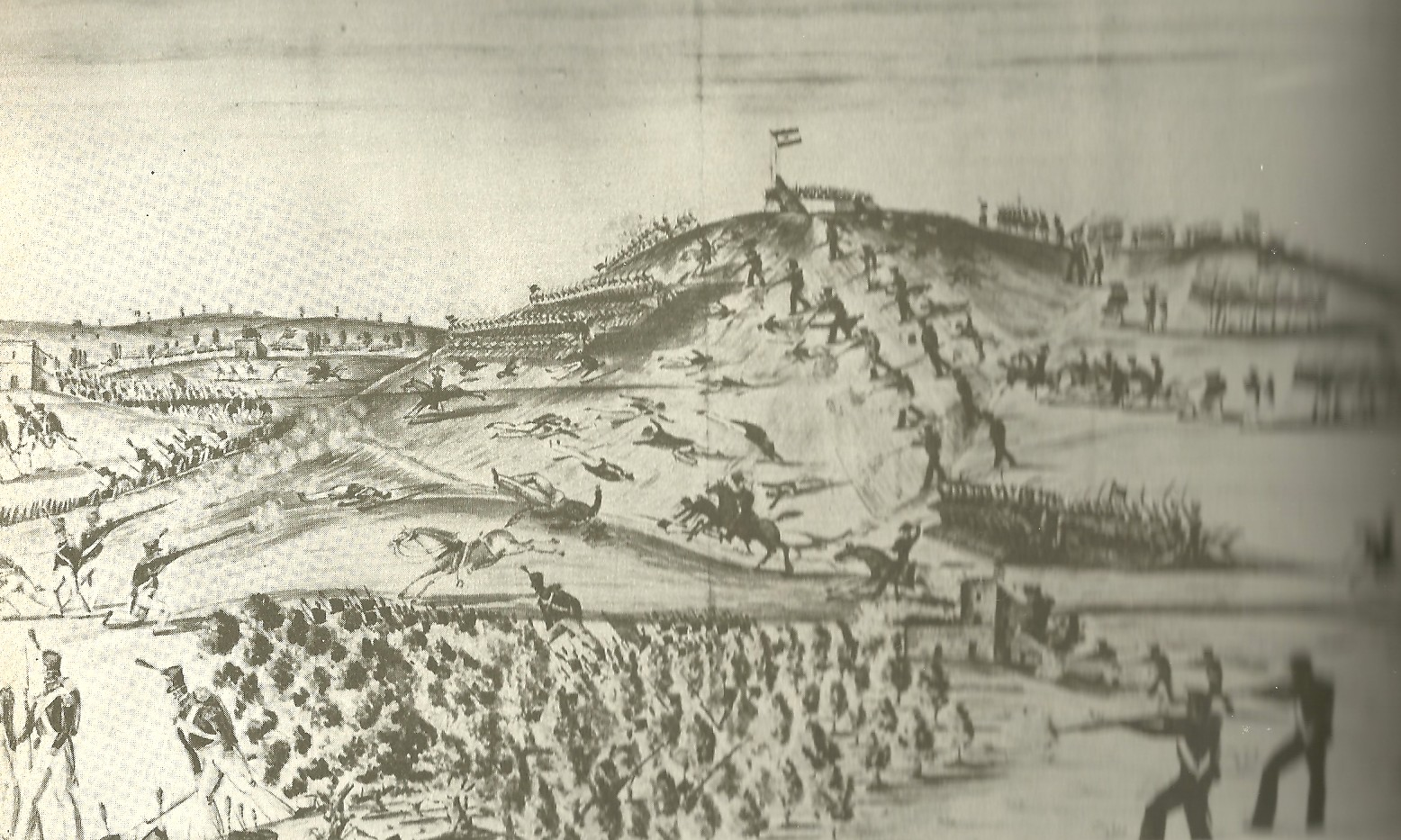
Dessin réalisé par un témoin direct.

La Bataille du Cerrito est une bataille livrée le 31 décembre 1812, pendant le deuxième siège de Montevideo, lors de la guerre d'indépendance d'Uruguay.
Assiégé depuis le 20 octobre 1812 par les troupes de Buenos Aires et les Orientaux (Uruguayens) de  José Gervasio Artigas, commandés par le général argentin José Rondeau, le maréchal Vigodet, dernier gouverneur espagnol de Montevideo, oppose une résistance farouche. En décembre, les forces d'Artigas sont contraintes de quitter le siège et leur départ ne passe pas inaperçu des Espagnols qui décident d'en profiter pour préparer une sortie.
Celle-ci a lieu le 31 décembre. 1 600 soldats espagnols surgissent de Montevideo et attaquent par surprise le campement argentin situé sur la colline du Cerrito (en). La bataille est âpre, mais les Argentins restent maître du terrain et rejettent les assaillants dans leurs lignes.
Cette victoire aggrave la situation des Espagnols mais n'entraînent pas la chute de la ville ; en effet Vigodet peut compter sur sa flotte pour le ravitaillement et l'apport de renforts et seule la victoire navale de l'amiral Guillermo Brown lors de la bataille du port del Buceo en 1814, rendra sa situation désespérée et conduira à sa capitulation le 20 juin 1814.